# Jogos de Inverno do Ártico de 2006
Os Jogos de Inverno do Ártico de 2006 foram a 19ª edição do evento multiesportivo, realizado em Distrito da Península de Kenai, Estados Unidos entre os dias 5 e 11 de março.

## Territórios participantes
Nove territórios participaram desta edição do evento:
- Alasca
- Alberta
- Groenlândia
- Nunavut
- Quebec
- Lapónia
- Territórios do Noroeste
- Yamalo-Nenets
- Yukon

## Esportes
21 modalidades formaram o programa dos Jogos:
| - Badminton - Basquetebol - Biatlo - Biatlo Snowshoe - Esqui alpino - Esqui cross-country - Curling - Dene Games - Futsal - Inuit Games - Ginástica | - Hóquei no gelo - Lutas - Mushing - Patinação artística - Patinação de velocidade - Patinação de vel. em pista curta - Snowboard - Snowshoe - Tênis de mesa - Voleibol |

## Quadro de medalhas
| Ordem | País                    | Medalha de ouro | Medalha de prata | Medalha de bronze | Total |
| ----- | ----------------------- | --------------- | ---------------- | ----------------- | ----- |
| 1     | Alasca                  | 80              | 64               | 51                | 191   |
| 2     | Alberta                 | 42              | 45               | 41                | 128   |
| 3     | Territórios do Noroeste | 28              | 41               | 36                | 105   |
| 4     | Yamalo-Nenets           | 22              | 21               | 7                 | 50    |
| 5     | Groelândia              | 20              | 17               | 11                | 48    |
| 6     | Yukon                   | 17              | 20               | 44                | 81    |
| 7     | Nunavut                 | 13              | 24               | 38                | 75    |
| 8     | Quebec                  | 13              | 6                | 8                 | 27    |
| 9     | Lapónia                 | 5               | 6                | 10                | 21    |